# Sparda-Bank Ostbayern
Die Sparda-Bank Ostbayern eG ist eine deutsche Genossenschaftsbank mit Sitz in Regensburg.

## Geschichte
Gegründet wurde die heutige Sparda-Bank Ostbayern eG am 27. November 1931 als Reichsbahn- Spar- und Darlehenskasse Regensburg eGmbH in Regensburg. Mit Eintragung vom 2. Januar 1979 änderte sich die Firmierung in SPARDA-BANK REGENSBURG EG und am 11. Juli 1989 in die Firmierung Sparda-Bank Regensburg eingetragene Genossenschaft.
Die Sparda-Bank Ostbayern eG entstand durch die Umfirmierung der Sparda-Bank Regensburg eingetragene Genossenschaft am 11. Oktober 2010.

## Geschäftsausrichtung
Die Sparda-Bank Ostbayern betreibt das Universalbankgeschäft und bietet für Privatkunden Finanzdienstleistungen auf den Gebieten Baufinanzierung, Ratenkredite, Anlageprodukte und Giro. Im Verbundgeschäft arbeitet sie mit der DZ Bank, R+V Versicherung, Bausparkasse Schwäbisch Hall und der Union Investment zusammen. 
Die Sparda-Bank Ostbayern gehört dem Verband der Sparda-Banken an. Als eine der elf selbstständigen Sparda-Banken ist sie Mitglied im Bundesverband der Deutschen Volksbanken und Raiffeisenbanken und gehört dem Cashpool an.

## Geschäftsgebiet

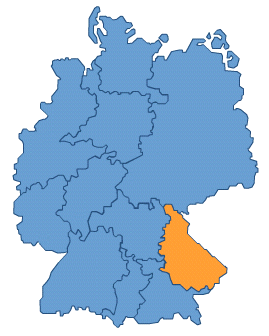
Geschäftsgebiet

Das Einzugsgebiet der Sparda-Bank Ostbayern besteht aus Niederbayern, dem Großteil der Oberpfalz sowie Teilen Oberfrankens. Das Geschäftsgebiet ergibt sich aus dem Zuständigkeitsbereich der ehemaligen Reichsbahndirektion Regensburg und des Gaus Niederbayern-Oberpfalz.
An diesen Orten betreibt die Bank Filialen:
- Regensburg (Hauptstelle, jur. Sitz + 3 SB-Geschäftsstellen)
- Hof (Geschäftsstelle)
- Marktredwitz (Geschäftsstelle)
- Straubing (Geschäftsstelle + 1 SB-Geschäftsstelle)
- Passau (Geschäftsstelle + 1 SB-Geschäftsstelle)
- Deggendorf (Geschäftsstelle)
- Landshut (Geschäftsstelle + 1 SB-Geschäftsstelle)
- Amberg (Geschäftsstelle)
- Burglengenfeld (Geschäftsstelle)
- Cham (Geschäftsstelle)
- Neutraubling (Geschäftsstelle)
- Schwandorf (Geschäftsstelle + 1 SB-Geschäftsstelle)
- Weiden in der Oberpfalz (Geschäftsstelle)
- Ergolding (SB-Geschäftsstelle)
- Plattling (SB-Geschäftsstelle)
- Neustadt an der Waldnaab (SB-Geschäftsstelle)